# Headlines!
Headlines! (рус. «Заголовки») — третий релиз и первый мини-альбом британско-ирландской девичьей поп-группы The Saturdays, издан в 2010 году.

## Синглы
- «Missing You» (рус. «Скучаю по тебе»), релиз 05.08.2010, первый сингл с альбома, занявший в британском чарте третью строку. Сами девушки назвали назвали звучание песни «экспериментальным»[1]. Видеоклип снимался в Малаге, солистки гуляют на природе, все вместе танцуют на побережье в длинных пестрых платьях, а потом отправляются на вечеринку.
- «Higher» (рус. «Выше»), релиз 31.10.2010, второй сингл, одна из версий песни записывалась с рэпером Flo Rida. Сингл достиг 10 строчки в чарте. Би-сайдом стала песня «Had It with Today», написанная Уной Хили. Видеоклип на «Higher» снимали в Нью-Йорке, солистки выходят из машины, застрявшей в пробке, гуляют по улице и между автомобилей, танцуют и поют. Версия клипа с Flo Rida включает несколько сцен в авто.

## Список композиций
1. «Missing You» — 3:41

2. «Ego» — 2:59

3. «Higher» — 3:27

4. «Forever Is Over» — 3:22

5. «Died In Your Eyes» — 4:01

6. «Karma» — 3:40

7. «Puppet» — 3:42

8. «One Shot» (Starsmith Mix) — 3:31

### Бонусы предзаказа на iTunes
9. «Forever is Over» (Orange Monkey Acoustic Version) — 3:51

10. «Ego» (Radio 1 Live Lounge Acoustic Version) — 3:15

11. «Forever is Over» (Music Video) — 3:31

12. «Ego» (Music Video) — 3:08

13. «Missing You» (Music Video) — 3:50

### Расширенная версия
9. «Here Standing» — 3:36

10. «Lose Control» — 3:19

11. «Deeper» — 4:05

12. «Higher» (featuring Flo Rida) — 3:21

## Позиции вчартах
| Чарты (2008)            | Место позиция |
| ----------------------- | ------------- |
| Великобритания          | 3             |
| Ирландия                | 10            |
| European Top 100 Albums | 10            |
| Шотландия               | 4             |

## Участники записи
- Фрэнки Сэндфорд
- Уна Хили
- Рошель Уайзмен
- Ванесса Уайт
- Молли Кинг